# 乞改南
乞改南，又称乞南改，是指明朝迁都北京后，在北京履任的京官主动申请转调南京任职。
一般而言，官员由北京调往南京往往被视为贬职，而南京调往北京，即使品级一致也被看作升迁。但是出于特定目的，也有北京官主动乞改南京的情况，例如出于养老、近地养亲的目的。余劲东指出，养亲是官员请求“乞改南”时使用最多的理由，但并非唯一原因。其他原因还包括，南京在某些特定背景下具有在政治中心北京任职较难企及的优势；对于身犯过错的官员，任职南京带来了免于处罚的希望；对于暂难立朝的官员，改任南京保存了东山再起的实力等。